# Florian Süselbeck
Florian Süselbeck (* 6. Februar 1988 in Oberhausen) ist ein deutscher Musikproduzent, Akustikingenieur und DJ. Bekannt wurde er vor allem für seine Arbeiten in den Bereichen elektronische Musikproduktion und Sounddesign. Neben seiner Tätigkeit als Produzent ist er auch als Akustikingenieur in der Industrie tätig. 

## Leben
Florian Süselbeck wuchs in Oberhausen, Nordrhein-Westfalen, auf und zeigte früh Interesse an Musik. Mit 14 Jahren begann er Keyboard zu spielen und vertiefte sich in Musiktheorie. Nach dem Abitur begann er Audio Engineering in Köln und Berlin zu studieren und veröffentlichte parallel seine ersten Musikproduktionen. Nach dem erfolgreichen Abschluss setzte Süselbeck seine Ausbildung fort und begann ein Studium des Wirtschaftsingenieurwesens mit der Fachrichtung Maschinenbau an der Universität Duisburg-Essen, das er 2014 mit einem Bachelor of Science abschloss. 2016 erlangte er dort auch den Master of Science. Durch diese umfassende Ausbildung konnte er seine berufliche Laufbahn sowohl als Musikproduzent sowie als Akustikingenieur forcieren.
Süselbeck begann seine berufliche Laufbahn als Musikproduzent und Sounddesigner und war von Anfang an in der elektronischen Musikszene aktiv. Er gründete gemeinsam mit anderen Musikschaffenden Audiolutions, ein Unternehmen, das sich auf Mixing, Mastering, Musikproduktion und weitere Mediendienstleistungen spezialisiert hat. Neben seiner Tätigkeit als Produzent arbeitet er als Akustikingenieur in der Industrie, unter anderem in der Automobilindustrie vor allem im Bereich Psychoakustik und Akustikentwicklung. 

## Musikalische Projekte
Süselbeck war an vielen Projekten beteiligt, die ihm eine internationale Anerkennung in der Musikszene verschafften. Zu seinen bekanntesten und erfolgreichsten Projekten zählen FSDW sowie sein eigenes Pseudonym Ryan Thistlebeck (auch: Ryan T.). Weitere Projekte von ihm sind (in alphabetischer Reihenfolge) Beatpumpz, Caramba Traxx, Flapjacks, FSB, Hookerz, LUUJA, Manila, M&B Project, Nay Kid, Scoopheadz, Scrap Guys, Uplifterz, Vivax und Zooland Allstars.
Zudem arbeitet Süselbeck im Hintergrund als Teil des Produktionsteams von Cascada, einer der bekanntesten Dance-Pop-Gruppen Deutschlands, und hat zahlreiche musikalische Verbindungen ins Ausland, insbesondere Norwegen, USA und Singapur. Darüber hinaus hat er Auftragsarbeiten für internationale Superstars wie Britney Spears und David Guetta durchgeführt, bei denen er u. a. an der Produktion beteiligt war. Als Remixer hat er für zahlreiche weitere prominente Künstler gearbeitet.
Zu seinen erfolgreichsten Produktionen zählen neben Wknd von FSDW seine Remixe für My Life Is A Party von ItaloBrothers und Komodo (Hard Nights) von R.I.O. feat. U-Jean. In Summe haben seine Produktionen mehr als 175 Millionen Streams weltweit erzielt (Stand: März 2025).

## Labels
Florian Süselbeck arbeitet in verschiedenen Rollen wie z. B. als A&R und Produktmanager, für verschiedene Plattenfirmen wie Zooland Records, ein etabliertes Kölner Label für elektronische Tanzmusik. Darüber hinaus besitzt er mehrere eigene Labels, darunter Pitchfish Records, DROKKERZ und TIEFDRUCKGEBEAT, unter denen er seine eigenen Produktionen sowie Werke anderer Künstler veröffentlicht. 